# Kuroshiovolva lacanientae
Kuroshiovolva lacanientae là một loài ốc biển, là động vật thân mềm chân bụng sống ở biển trong họ Ovulidae.